# Aeroporto di Parakou
L'Aeroporto di Parakou (IATA: PKO, ICAO: DBBP) è un aeroporto beninese situato presso la città di Parakou, capitale del Dipartimento di Borgou, nella zona centrale del Paese.
La struttura, di semplice costruzione, è posta a un'altitudine è di 385 m sul livello del mare ed è dotata di una pista di atterraggio con una pendenza di 8 m e con superficie in laterite lunga 1600 m e larga 45 m e con orientamento 04/22.